# Sint-Jozefkathedraal (Dunedin)

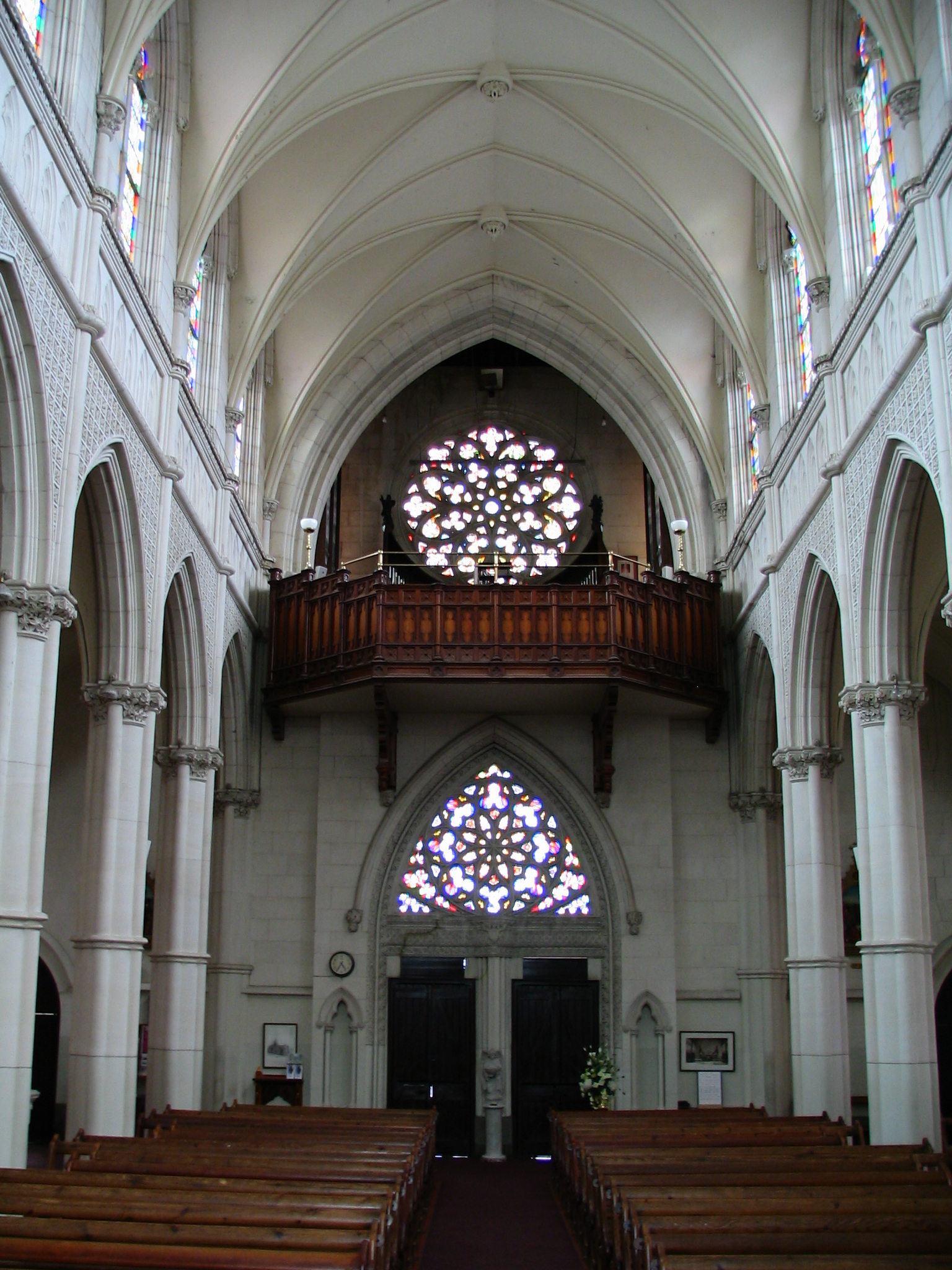
Interieur

De Sint-Jozefkathedraal (Engels : St. Joseph's Cathedral) in Dunedin is de rooms-katholieke kathedraal in deze Nieuw-Zeelandse stad.
De kathedraal werd ontworpen door Francis Petre, die ook de kathedralen van Christchurch en Wellington ontwierp. De bouw startte in 1878 en was voltooid in 1886, alhoewel het oorspronkelijk plan nog een veel veel hogere toren voorzag. De kerk heeft diverse gebrandschilderde ramen.